# Oligia ikondae
Oligia ikondae là một loài bướm đêm trong họ Noctuidae.